# Greva regală
Greva regală este sintagma sub care este cunoscută în istoriografia română perioada dintre 21 august 1945 și 7 ianuarie 1946, în care Regele Mihai I al României a refuzat să semneze actele Guvernului Petru Groza și să primească miniștrii în audiență. În toată această perioadă, Consiliul de Miniștri a continuat să funcționeze în ilegalitate.

## Fapte istorice
Greva regală a fost declanșată de refuzul premierului – fapt fără precedent în istoria monarhiei din România – de a demisiona la cererea Regelui. Suveranul, încurajat pe plan extern de semnale ale americanilor și englezilor și pe plan intern de partidele istorice, urmărea înlocuirea guvernului aservit intereselor Moscovei și ale comuniștilor cu unul de uniune națională, în care să fie reprezentate forțele democratice din țară.
Prin grevă, Regele a invalidat de jure decretele Guvernului, refuzând să le sancționeze și să le promulge prin semnătura sa. Conform Constituției democratice din 29 martie 1923, în vigoare la acea dată, un act poate dobândi putere de lege numai prin acordul tuturor celor trei ramuri ale puterii legiuitoare: Senatul, Adunarea Deputaților și Regele, iar acesta din urmă „poate refuza sancțiunea sa.”
În cele din urmă, situația a fost rezolvată în ianuarie 1946, când au fost cooptați în guvern câte un ministru de la Partidul Național-Țărănesc (istoric) și Partidul Național Liberal (istoric), ceea ce a dus la recunoașterea formală a guvernului de către Statele Unite ale Americii și Marea Britanie. În ciuda efortului Regelui de a menține un climat democratic, în următorii ani a continuat prin transformarea comunistă a țării, iar Regele a fost forțat să semneze un act neconstituțional de abdicare, la 30 decembrie 1947.